# Bannière d'Ongniud
La bannière d'Ongniud (翁牛特旗 ; pinyin : Wēngniútè Qí) est une subdivision administrative de la région autonome de Mongolie-Intérieure en Chine. Elle est placée sous la juridiction de la ville-préfecture de Chifeng.

## Démographie
La population de la bannière était de 473 460 habitants en 1999.